# 차밍 스쿨 & 볼룸 댄스
《차밍 스쿨 & 볼룸 댄스》(Marilyn Hotchkiss' Ballroom Dancing And Charm School)는 미국에서 제작된 랜달 밀러 감독의 2005년 뮤지컬, 코미디, 멜로/로맨스 영화이다. 로버트 칼라일 등이 주연으로 출연하였고 랜달 밀러 등이 제작에 참여하였다.

## 출연
- 로버트 칼라일 - Frank Keane
- 존 굿맨 - Steve Mills
- 숀 애스틴 - Kip Kipling
- 메리 스틴버건 - Marienne Hotchkiss
- 머리사 토메이 - Meredith Morrison
- 도니 월버그 - Randall Ipswitch
- 데이비드 페이머 - Rafael Horowitz
- 캠린 맨하임 - Lisa Gobar
- 애덤 아킨 - Gabe DiFranco
- 소냐 브라가 - Tina
- 엘든 헨슨 - Young Steve Mills / Samson
- 어니 허드슨 - Blake Rische
- 미겔 샌도벌 - Matthew Smith
- 옥타비아 스펜서 - Ayisha Lebaron
- 대니 드비토 - Booth
- 해리 시어러 - Promo Announcer
- 이언 애버크롬비 - Ervin Sezgin
- Mary Pat Gleason - Natasha
- David St. James - Cameron McGee

## 기타
- 제작팀장: 다렌 무어만
- 미술: 다운 스나이더
- 의상: 캐스린 모리슨
- 배역: 사라 핀
- 배역: 랜디 힐러